# Kokkilafärjan
Kokkila-färjan är en linfärja (vajerfärja) som trafikerar mellan byn Kokkila i Salo (fram till 1966 Angelniemi, från 1967 till 2008 Halikko ) och Kimitoön. Färjeleden har en längd på 615 meter.
Den nuvarande Kokkila färjan byggdes Uudenkaupungin Työvene och togs i bruk 1995. Färjan har en bärighet på 70 ton, en dödvikt på 240 ton och plats för 21 personbilar.